# 柯丝蒂·鲍登
柯丝蒂·鲍登（英語：Kirsty Bowden，1978年2月21日—），英国女子曲棍球运动员。她曾代表英格兰参加1998年英联邦运动会曲棍球比赛，获得一枚银牌。她也曾参加2000年夏季奥运会。